# Awaargi
Awaargi er en indisk film fra 1990 af Mahesh Bhatt.

## Medvirkende
- Anil Kapoor som Azaad
- Govinda som Dheerendra Kumar "Dheeren"
- Meenakshi Sheshadri som Meena
- Anupam Kher som Lala Jamal Khan
- Paresh Rawal som Bhau
- Satish Kaushik
- Avtar Gill som Ranu Bhai
- Ghulam Ali